# Tetranychus musus
Tetranychus musus är en spindeldjursart som beskrevs av Zaher, Gomaa och El-Enany 1982. Tetranychus musus ingår i släktet Tetranychus och familjen Tetranychidae. Inga underarter finns listade i Catalogue of Life.